# 倭文神社 (伊勢崎市)

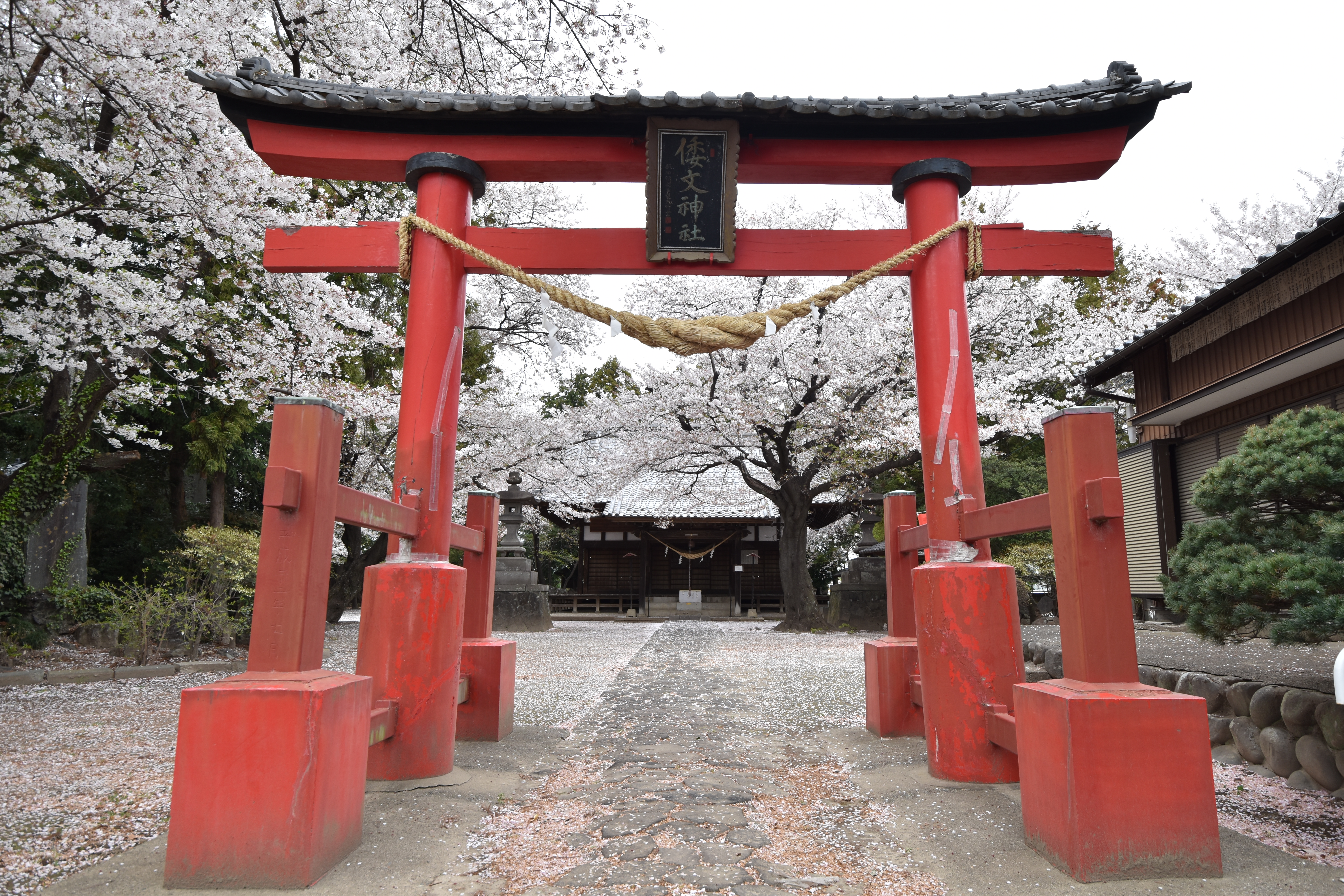
鳥居

倭文神社（しどりじんじゃ）は、群馬県伊勢崎市東上之宮町にある神社。式内社、上野国九宮。旧社格は郷社。
利根川左岸に鎮座しており、右岸に鎮座する火雷神社（上野国八宮、下之宮）に対して「上之宮（かみのみや）」と称される。

## 祭神
主祭神
- 天羽槌雄命 （あめのはづちおのみこと）[1]
「倭文神（しどりのかみ）」ともいわれる、機織・養蚕の神。

配祀神
- 倉稲魂命、木花咲耶姫命、誉田別命
- 菅原道真命、大己貴命、素盞嗚命
- 豊受姫命、大山祇命、菊理姫命

## 歴史

### 創建

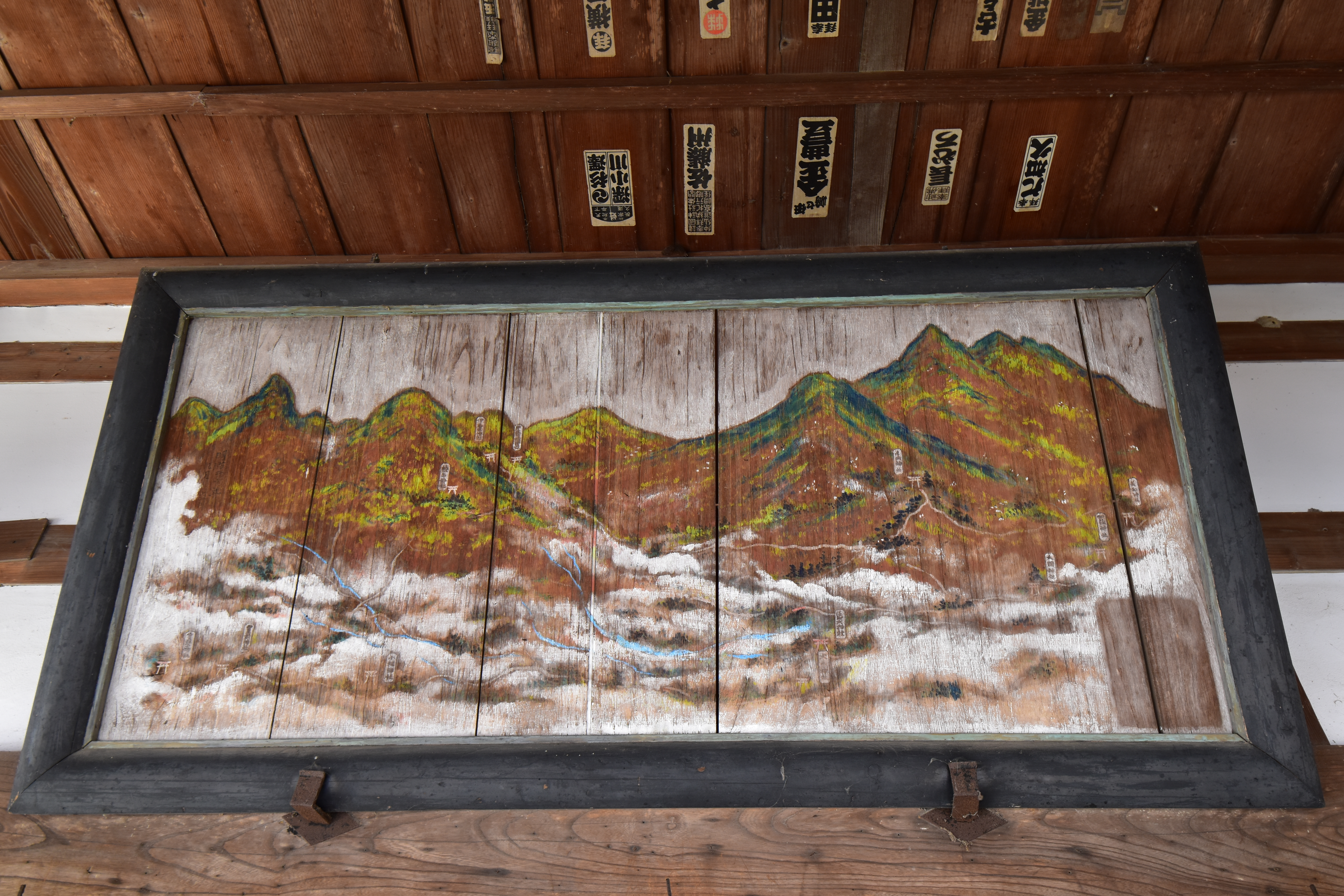
扁額

社伝では第11代垂仁天皇3年の創建というが、詳らかではない。
「しどり」とは「しずおり」の略で、天羽槌雄命は平絹を織る部民・倭文部（しどりべ）の氏神である。これより、倭文部が当地に移住して天羽槌雄命を祀ったとする説がある。また、『和名抄』には「那波郡委文郷」が見えるが、これを当地に見る説もある。
鎮座地の地名「上之宮」は当社に由来するとされ、利根川を挟んで「下之宮」の火雷神社と対峙するが、中世の利根川変流まで両社は地続きであったという。

### 概史
国史の初見は、『日本三代実録』貞観元年（859年）の「正六位上委文神」を官社に列すという記事で、同年に神階は従五位下に昇叙された。
『延喜式』神名帳では上野国那波郡に「倭文神社」と記載され、式内社に列している。この「佐位郡」は、佐波郡（明治に那波郡・佐位郡を合併）の前身にあたる。
長元3年（1030年）の『上野国交替実録帳』には「正三位委文明神社」と記されるとともに「向殿壱宇、間垣壱廻、鳥居壱基」と記載がある。また『上野国神名帳』では、総社本では鎮守10社の9番目、一宮本では鎮守12社の11番目に「従一位倭文大明神」と記載されている。
南北朝時代成立の『神道集』では「九宮ヲハ那波ノ下ノ宮ニ、少智ノ大明神ト申ス」と記載があることから、当社は上野国の九宮であったと見られている（「下ノ宮」は誤記と見られる）。また同集によると、当社の本地仏は如意輪観音であった。
当社には祀官に真下氏がいたが、戦国時代の兵火で社殿は焼失、社家も離散したという。その後江戸時代に入り、寛永年間（1624年-1644年）に慈眼寺が別当となり、慶安元年（1648年）に朱印地10石が与えられた。社殿は享保12年（1727年）に再興されたが、慶応2年（1866年）に焼失した。
明治維新後、近代社格制度において郷社に列した。また、大正14年（1925年）に神饌幣帛料供進神社に指定された。

### 神階
- 六国史
  - 貞観元年（859年）8月17日、正六位上、官社に列す （『日本三代実録』）[7] - 表記は「委文神」。
  - 貞観元年（859年）8月20日、正六位上から従五位下 （『日本三代実録』）[8] - 表記は「委文神」。
- 六国史以後
  - 長元3年（1030年）、正三位 （『上野国交替実録帳』）[4] - 表記は「委文明神社」。
  - 従一位 （『上野国神名帳』）[4] - 表記はいずれも「倭文大明神」。

## 境内
本殿は流造銅板葺で、明治13年（1880年）の再建。

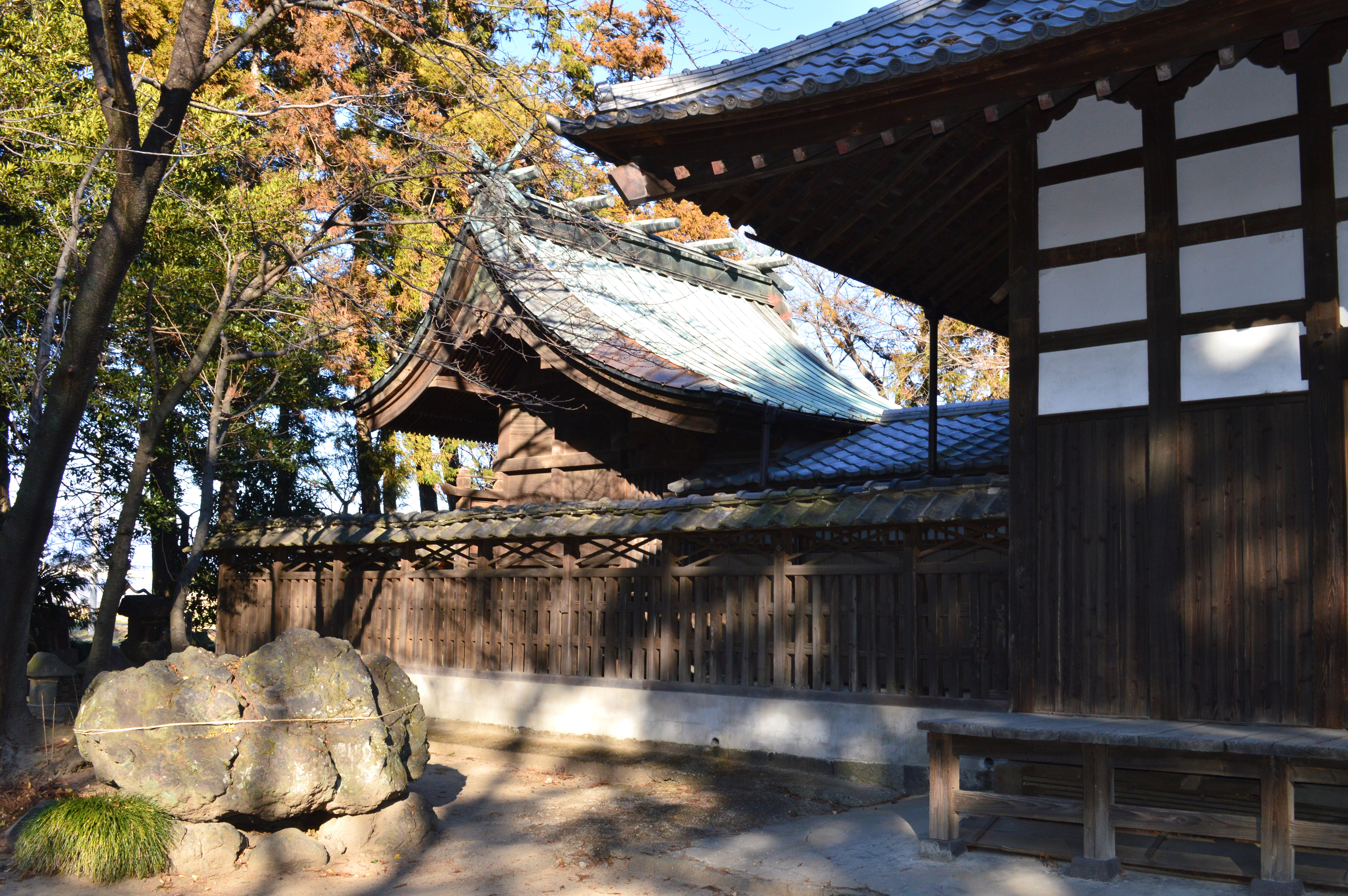
本殿
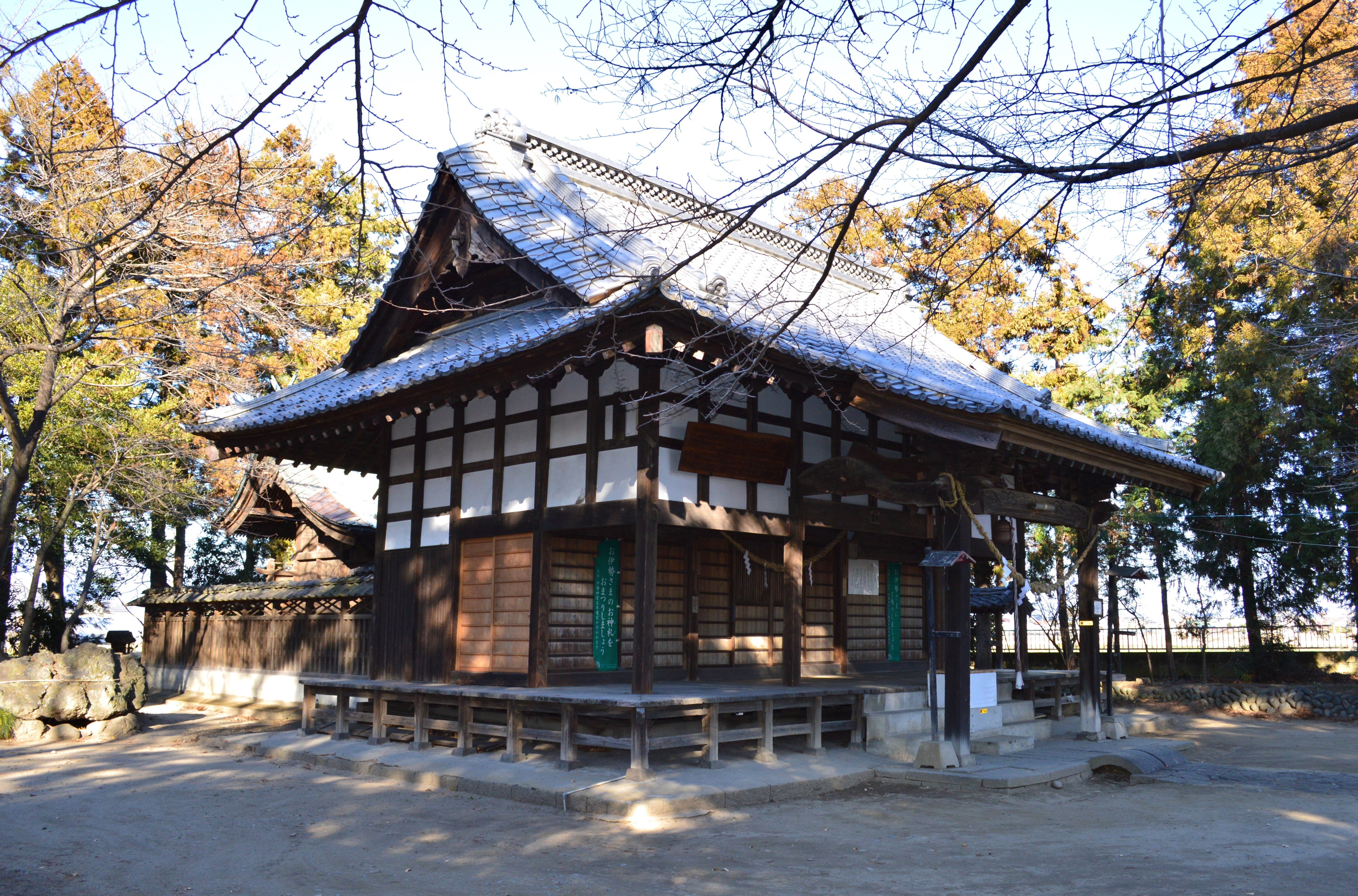
社殿

## 祭事
- 歳旦祭 （1月1日）[9]
- 田遊祭 （1月14日）
- 祈念祭 （2月18日）
- 服飾初祭・例大祭 （4月16日）
- 秋祭 （10月17日）

上記のように、1月14日には田遊び（たあそび）として、田植えの予祝祭事が行われる。祭事では、祭員はまず笹竹を振りご神歌を唱えながら、鳥居と拝殿の間を3往復する。その後町内を巡り、神社に戻るともう一度鳥居前と拝殿の間を同様に3往復する。この祭事では田植えの模擬所作こそ伴わないものの、そのご神歌は中世にまで遡るとされる。この祭事は「倭文神社の田遊び」として、市の重要無形民俗文化財に指定されている。ご神歌は次の通り。
| 「 | 御神歌 エートウ、エートウ まえだの鷲（さぎ）が御代田（おしろだ）にぎろり きろぎろめくのは なんだんぼ 一本植えれば千本になる とうとうぼうしの種 エートウ、エートウ 乾（いぬい）のすまの掃部（かもん）の長者 つじゅう十石ざらり ざらざらめくのは なんだんぼ 一本植えれば千本になる とうとうぼうしの種 | 」 |

## 文化財

### 伊勢崎市指定文化財
- 重要文化財
  - 倭文神社の朱印状
慶安元年（1648年）を初めとして9通の朱印状（所領給付の発給書）が伝わる[11]。平成4年2月24日指定[11]。
- 重要無形民俗文化財
  - 倭文神社の田遊び - 平成19年8月17日指定[10]。

## 現地情報
所在地
- 群馬県伊勢崎市東上之宮町甲380

周辺
- 宮川山慈眼寺 - 旧別当寺[5]。
- 火雷神社 （佐波郡玉村町下之宮、北緯36度18分9.65秒 東経139度9分5.38秒） - 下之宮。利根川を挟んで対峙する。